# Subgrup normal
En matemàtiques, més específicament en àlgebra abstracta, un subgrup normal és un tipus específic de subgrup. Els subgrups normals són importants perquè es poden fer servir per construir grups quocient a partir d'un grup donat.
Évariste Galois va ser el primer a adonar-se de la importància de l'existència de subgrups normals.

## Definicions
Un subgrup, N, d'un grup, G, s'anomena un subgrup normal si és invariable sota la conjugació; és a dir, per a cada element, n, de N i cada g de G, l'element gng−1 també pertany a N. S'escriu
{\displaystyle N\triangleleft G\,\,\Leftrightarrow \,\forall \,n\in {N},\forall \,g\in {G}\,gng^{-1}\in {N}}
Les condicions següents són equivalents a exigir que un subgrup, N, sigui normal en G. Qualsevol d'elles es pot fer servir per donar la definició:
- Per a tot g de G, gNg−1 ⊆ N.
  - Per a tot g de G,gNg−1 = N.*
- Els conjunts de les classes laterals per la dreta i per l'esquerra de N en G coincideixen.
  - Per a tot g de G, gN = Ng.*
- N és una unió de les accions de conjugació de G.
- Existeix algun homomorfisme de grup a G per al qual N n'és el nucli.

*Aquestes condicions, des d'un punt de vista lògic, són més dures que les condicions de damunt seu i no cal imposar-les perquè N ja és un subgrup. són propietats que es dedueixen del fet de ser N subgrup.

## Exemples
- {e} i G són sempre subgrups normals de G. Aquests grups s'anomenen els subgrups trivials, i si aquests són els únics, llavors es diu que G és simple.

- El centre d'un grup és un subgrup normal.

- El subgrup commutador és un subgrup normal.

- De forma més general, qualsevol subgrup característic és normal, ja que la conjugació és sempre un automorfisme.

- Tots els subgrups N d'un grup abelià G són normals, perquè gN = Ng. Un grup que no és abelià però tal que tots els seus subgrups són normals s'anomena un grup hamiltonià.

- El grup de translacions en qualsevol dimensió és un subgrup normal del grup euclidià; per exemple en 3D girant, traslladant, i girant altra vegada resulta només una translació; també reflectir, traslladar, i reflectir una altra vegada resulta en una translació (una translació vista en un mirall té l'aspecte d'una translació, amb un vector de translació reflectit). Les translacions a una distància donada en qualsevol direcció formen una classe de conjugació; el grup de translació és la unió d'aquests per a totes les distàncies.

- Al grup de Cub de Rubik, el subgrup que consisteix en operacions que només afecten les peces de tipus cantonada és normal, perquè no no es pot fer cap transformació conjugada de forma que afecti una peça de tipus aresta en comptes d'una de tipus cantonada. EN canvi, que el subgrup que consisteix només en girs de la cara superior no és normal, perquè una transformació conjugada pot moure peces de la cara superior a la inferior i, per tant, no tots els conjugats d'elements d'aquest subgrup pertanyen al subgrup.

## Propietats
- La normalitat es conserva pels homomorfismes suprajectius, i també es conserva en prendre imatges inverses.
- La normalitat es conserva al calcular productes directes
- Un subgrup normal d'un subgrup normal d'un grup no necessàriament ha de ser normal al grup. És a dir, la normalitat no és una relació transitiva.
- Tots els subgrups d'índex 2 són normals. De forma més general, un subgrup H d'índex finit n a G conté un subgrup K normal a G i d'índex que és divisor de n! anomenat el nucli normal. En particular, si p és el nombre primer més petit que és divisor de l'ordre de G, llavors tots els subgrups d'índex p són normals.

### Reticle de subgrups normals
Els subgrups normals d'un grup G formen un reticle amb la relació d'inclusió de subconjunts amb un element ínfim que és {e} i un element suprem que és G. Donats dos subgrups normals N i M de G, la fita inferior més gran es defineix com
{\displaystyle N\wedge M:=N\cap M}
i el suprem (la més petita de les fites superiors es defineix com 
{\displaystyle N\vee M:=NM=\{nm\,|\,n\in N\,,m\in M\}.}
El reticle és complet i modular.

## Subgrups normals i homomorfismes
Els subgrups normals són rellevants perquè si N és normal, llavors es pot formar el grup quocient: si N és normal, es pot definir una multiplicació en les classes laterals:
(a1N)(a₂N) := (a1a₂)N.
Això converteix el conjunt de les classes laterals en un grup anomenat grup quocient G/N. Hi ha un homomorfisme natural f: G → G/N donat per f(a) = aN. La imatge f(N) consta només de l'element identitat de G/N, la classe lateral eN = N.
En general, un homomorfisme de grups f: G → H transforma subgrups de G en subgrups de H. També, l'antiimatge de qualsevol subgrup d'H és un subgrup de G. L'antimimatge del grup trivial {e} de H s'anomena el nucli de l'homomorfisme i es nota per nuc(f). El nucli és sempre normal i la imatge f(G) de G és sempre isomorfa a G/nuc(f) (el primer teorema d'isomorfisme). De fet, aquesta correspondència és una bijecció entre el conjunt de tots els grups quocients G/N de G i el conjunt de totes les imatges de G (tret d'isomorfismes). També és fàcil veure que el nucli de l'aplicació quocient, f: G → G/N, és el mateix N, així es mostra que els subgrups normals són precisament els nuclis d'homomorphisms amb domini G.